# Gildo Marçal Brandão
Gildo Marçal Brandão (Mata Grande, 17 de fevereiro de 1949 — São Sebastião, 15 de fevereiro de 2010) foi um cientista político brasileiro, especialista na história do pensamento político brasileiro.
Graduado em Filosofia pela Universidade Federal de Pernambuco (UFPE) em 1971, obteve o título de doutor 1992 na Universidade de São Paulo (USP), onde se tornou-se livre docente em 2004.

## Obras
Abaixo segue uma lista incompleta de obras das quais Marçal Brandão foi autor, co-autor ou organizador: Angola
- Brasil: Vinte Anos de Constituição. 1. ed. São Paulo: Anpocs/Fundação Ford/Hucitec, 2008
- Regionalismos, Democracia e Desenvolvimento. , 2007
- Linhagens do Pensamento Político Brasileiro. 1. ed. São Paulo: Hucitec, 2007
- A Esquerda no Brasil. São Paulo: Duetto Editorial, 2006
- Clássicos do Pensamento Político. 2ª. ed. São Paulo: Edusp, 2003
- Caio Prado Júnior e a nacionalização do Marxismo no Brasil. São Paulo, 2000
- A vitalidade de um pensamento. São Paulo: Editora da UNESP, 1998
- A Esquerda Positiva (As Duas Almas do Partido Comunista, 1920-1964). São Paulo: HUCITEC, 1997
- Clássicos do Pensamento Político. São Paulo: EDUSP, 1997